# Rallye de la Costa Smeralda
Le Rally Costa Smeralda Terra Sarda (ou rallye de la Côte d'Émeraude) est un rallye italien sur terre organisé en Sardaigne depuis 1978.

## Histoire

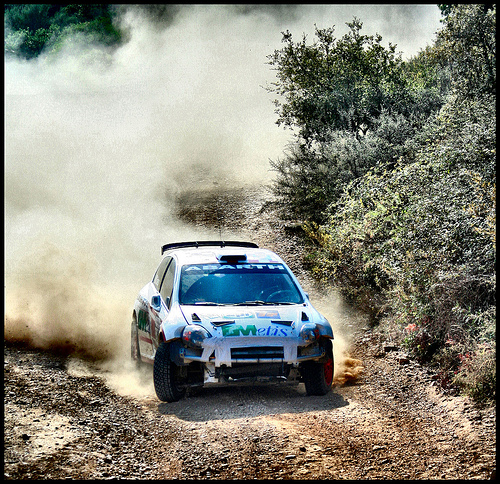
Le triple champion d'Europe Giandomenico Basso durant l'édition 2007.

Créé en 1978, il acquiert une réputation internationale dès sa première année d'existence, grâce en partie aux qualités des véhicules italiens de l'époque. Il se voit attribuer des points au Championnat d'Europe des rallyes durant les années 1980 et 90, attirant durant cette période plusieurs rallymen finlandais, souvent victorieux. Quatre champions du monde différents ont alors inscrit leur nom au palmarès sur dix années. À la suite de son retrait du championnat continental et de la perte d'organisation par la société Sardinia Greats Events de Carmelo Mereu, il n'est plus été disputé durant quatre ans.
Il retrouve le championnat italien et la coupe des rallyes terre en 1998, ainsi que la coupe italienne des rallyes en 2009. Le pilote de loin le plus titré est Paolo Andreucci, avec 6 succès durant les années 2000.
Depuis 2013, il se dispute sur un parcours identique à celui du Rallye de Sardaigne en WRC.

## Palmarès
| Année       | Edition                  | Pilote               | Copilote             | Voiture                        | Championnat          |
| ----------- | ------------------------ | -------------------- | -------------------- | ------------------------------ | -------------------- |
| 1978        | 1° Rally Costa Smeralda  | Maurizio Verini      |                      | Fiat 131 Abarth                |                      |
| 1979        | 2° Rally Costa Smeralda  | Attilio Bettega      |                      | Fiat 131 Abarth                |                      |
| 1980        | 3° Rally Costa Smeralda  | Bernard Darniche     | Alain Mahé           | Lancia Stratos HF              |                      |
| 1981        | 4° Rally Costa Smeralda  | Markku Alén          |                      | Fiat 131 Abarth                |                      |
| 1982        | 5° Rally Costa Smeralda  | Michele Cinotto      | Emilio Radaelli      | Audi Quattro                   | ERC                  |
| 1983        | 6° Rally Costa Smeralda  | Miki Biasion         | Tiziano Siviero      | Lancia 037 Rally               | ERC                  |
| 1984        | 7° Rally Costa Smeralda  | Henri Toivonen       | Juha Piironen        | Porsche 911                    | ERC                  |
| 1985        | 8º Rally Costa Smeralda  | Dario Cerrato        | Giuseppe Cerri       | Lancia 037 Rally               | ERC                  |
| 1986        | 9° Rally Costa Smeralda  | Henri Toivonen       | Sergio Cresto        | Lancia Delta S4                | ERC                  |
| 1987        | 10° Rally Costa Smeralda | Juha Kankkunen       | Juha Piironen        | Lancia Delta HF 4WD            | ERC                  |
| 1988        | 11° Rally Costa Smeralda | Markku Alén          | Ilkka Kivimäki       | Lancia Delta Integrale         | ERC                  |
| 1989        | 12° Rally Costa Smeralda | Dario Cerrato        | Giuseppe Cerri       | Lancia Delta Integrale 16v     | ERC                  |
| 1990        | 13° Rally Costa Smeralda | Dario Cerrato        | Giuseppe Cerri       | Lancia Delta Integrale 16v     | ERC                  |
| 1991        | 14° Rally Costa Smeralda | Juha Kankkunen       | Juha Piironen        | Lancia Delta Integrale 16v     | ERC                  |
| 1992        | 15° Rally Costa Smeralda | Didier Auriol        | Bernard Occelli      | Lancia Delta HF Integrale      | ERC                  |
| 1994        | 16° Rally Costa Smeralda | Piero Liatti         | Luigi Pirollo        | Subaru Impreza 555             | ERC                  |
| 1995 à 1997 | Épreuve non disputée     | Épreuve non disputée | Épreuve non disputée | Épreuve non disputée           | Épreuve non disputée |
| 1998        | 17° Rally Costa Smeralda | Pucci Grossi         | Massimo Chiapponi    | Toyota Celica                  |                      |
| 1999        | 18° Rally Costa Smeralda | Daniele Griotti      | Nicolò Imperio       | Subaru Impreza WRC             |                      |
| 2000        | 19° Rally Costa Smeralda | Michele Gregis       | Massimo Concaro      | Subaru Impreza WRC             |                      |
| 2001        | 20° Rally Costa Smeralda | Paolo Andreucci      | Alessandro Giusti    | Ford Focus WRC                 |                      |
| 2002        | 21° Rally Costa Smeralda | Luca Cantamessa      | Piercarlo Capolongo  | Mitsubishi Lancer WRC          | ERC                  |
| 2003        | 22° Rally Costa Smeralda | Harri Rovanperä      | Risto Pietiläinen    | Peugeot 206 WRC                | ERC                  |
| 2004        | 23° Rally Costa Smeralda | Andrea Navarra       | Simona Fedeli        | Subaru Impreza STI             |                      |
| 2005        | 24° Rally Costa Smeralda | Andrea Navarra       | Simona Girelli       | Mitsubishi Lancer EVO IX       |                      |
| 2006        | 25° Rally Costa Smeralda | Paolo Andreucci      | Anna Andreussi       | Fiat Grande Punto Abarth S2000 |                      |
| 2007        | 26° Rally Costa Smeralda | Piero Longhi         | Maurizio Imerito     | Subaru Impreza WRC             |                      |
| 2008        | 27° Rally Costa Smeralda | Paolo Andreucci      | Anna Andreussi       | Mitsubishi Lancer EVO IX       |                      |
| 2009        | 28° Rally Costa Smeralda | Paolo Andreucci      | Anna Andreussi       | Peugeot 207 S2000              |                      |
| 2010        | 29° Rally Costa Smeralda | Kris Meeke           | Paul Nagle           | Peugeot 207 S2000              |                      |
| 2011        | 30° Rally Costa Smeralda | Paolo Andreucci      | Anna Andreussi       | Peugeot 207 S2000              |                      |
| 2012        | 31° Rally Costa Smeralda | Paolo Andreucci      | Anna Andreussi       | Peugeot 207 S2000              |                      |
| 2013        | 32° Rally Costa Smeralda | Paolo Andreucci      | Anna Andreussi       | Peugeot 207 S2000              |                      |
| 2014        | 33° Rally Costa Smeralda | Renato Travaglia     | Giacomo Ciucci       | Peugeot 207 S2000              |                      |